# VV Fortuna in het seizoen 1958/59
Het seizoen 1958/1959 was het vierde jaar in het bestaan van de Vlaardingense betaaldvoetbalclub Fortuna. De club kwam uit in de Eerste divisie A en eindigde daarin op de 11e plaats. Tevens deed de club mee aan het toernooi om de KNVB beker, hierin werd in de eerste ronde, na strafschoppen, verloren van VDL (1–1).

## Wedstrijdstatistieken

### Eerste divisie A
|       | AGOVV | Alkmaar '54 | BVV   | D.F.C. | Eindhoven | De Graafschap | Haarlem | Helmond | Leeuwarden | Limburgia | SVV   | Volendam | VSV   | Wageningen | ZFC   |
| ----- | ----- | ----------- | ----- | ------ | --------- | ------------- | ------- | ------- | ---------- | --------- | ----- | -------- | ----- | ---------- | ----- |
| Thuis | 3 – 1 | 1 – 1       | 2 – 3 | 1 – 1  | 3 – 2     | 2 – 0         | 1 – 0   | 3 – 2   | 2 – 7      | 1 – 2     | 4 – 2 | 0 – 4    | 1 – 0 | 6 – 1      | 1 – 0 |
| Uit   | 4 – 1 | 1 – 0       | 4 – 1 | 2 – 2  | 2 – 0     | 2 – 0         | 5 – 4   | 9 – 1   | 3 – 0      | 4 – 0     | 0 – 2 | 5 – 2    | 1 – 1 | 5 – 3      | 2 – 3 |

### KNVB beker
| 1e ronde                                     | Fortuna    | 1 – 1 (1 – 0, 1 – 1) Na strafschoppen | VDL        |
| 30 april 1959 Plaats: Vlaardingen Floreslaan | Jan Bouman |                                       | 50' Gijzen |

## Statistieken Fortuna 1958/1959

### Eindstand Fortuna in de Nederlandse Eerste divisie A 1958 / 1959
| Stand | Gespeeld | Gewonnen | Gelijk | Verloren | Punten | Doelpunten voor | Doelpunten tegen |
| ----- | -------- | -------- | ------ | -------- | ------ | --------------- | ---------------- |
| 11e   | 30       | 11       | 4      | 15       | 26     | 51              | 75               |

### Topscorers
| #      | Naam              | Goal |
| ------ | ----------------- | ---- |
| 1.     | Jan van den Berg  | 11   |
| 2.     | Jan Baksteen      | 10   |
| 3.     | Gerrit Swaneveld  | 9    |
| 4.     | Jan Bouman        | 8    |
| 5.     | Jan van de Borden | 4    |
| 5.     | Izak Smits        | 4    |
| 7.     | Leen de Korver    | 2    |
| 8.     | Arie Brouwer      | 1    |
| 8.     | Jan van den Hoek  | 1    |
| 8.     | Tinus Weber       | 1    |
| Totaal | Totaal            | 51   |

| #      | Naam       | Goal |
| ------ | ---------- | ---- |
| 1.     | Jan Bouman | 1    |
| Totaal | Totaal     | 1    |